# Freddy Lim
Freddy Lim (chiń. trad. 林昶佐; pinyin Lín Chǎngzuǒ; ur. 1 lutego 1976 w Tajpej) – tajwański polityk i muzyk. Współzałożyciel, jeden z liderów Partii Nowej Siły (NPP), wokalista zespołu heavymetalowego Chthonic (閃靈). W latach 2010–2014 był przewodniczącym Amnesty International Taiwan. Od 1 lutego 2016 roku zasiada w Parlamencie Republiki Chińskiej (Yuan Ustawodawczy).

## Działalność artystyczna
W 1995 roku w trakcie drugiego roku studiów założył zespół heavymetalowy Chthonic (閃靈). Do 2014 roku wraz z grupą nagrał osiem albumów studyjnych oraz szereg pomniejszych wydawnictw. W zespole pełni funkcję wokalisty i autora tekstów, a także gra na tradycyjnym chińskim instrumencie smyczkowym erhu. W 2012 roku wraz z amerykańskim gitarzystą Martym Friedmanem utworzył zespół pod nazwą Metal Clone X. Do 2014 roku ukazały się dwa albumy długogrające formacji. Lim gościł ponadto na albumach tajwańskich zespołów Anthelion i Beyond Cure.

## Życie prywatne
Żonaty z Doris Yeh, basistką, także członkinią zespołu Chthonic.